# 1857 Parchomenko
Parchomenko (asteróide 1857) é um asteróide da cintura principal, a 1,9408709 UA. Possui uma excentricidade de 0,1348188 e um período orbital de 1 227,21 dias (3,36 anos).
Parchomenko tem uma velocidade orbital média de 19,88602392 km/s e uma inclinação de 4,39754º.
Esse asteróide foi descoberto em 30 de Agosto de 1971 por Tamara Smirnova.